# Lancia Flavia (1961)
O Lancia Flavia (Tipo 815/819/820) é um automóvel produzido pela fabricante italiana Lancia de 1961 a 1971.
O Flavia foi lançado com um motor de 1.488 cc no Salão do Automóvel de Turim de 1960 e introduzido nos principais mercados europeus durante os doze meses seguintes. Versões cupê e conversível projetadas pela Pininfarina e Vignale surgiram rapidamente, juntamente com um ou dois "especiais" de baixo volume, incluindo um cupê Zagato. O desempenho melhorou nos dez anos seguintes, à medida que a cilindrada do motor foi progressivamente aumentada para 1.991 cc. O carro permaneceu em produção até 1970, quando foi atualizado e renomeado como Lancia 2000. O nome Flavia foi inspirado na Via Flávia, uma estrada romana que ligava Trieste à Dalmácia.
Em 2011, a Fiat anunciou que o Chrysler 200 conversível seria vendido na Europa (somente mercados com volante à esquerda) pela Lancia sob o nome Flavia a partir do início de 2012.